# Erik Lindh
Erik Lindh (Kungälv, 24 mei 1964) is een Zweeds voormalig tafeltennisser. Hij veroverde met het Zweedse team in 1990 de World Cup en in 1989, 1991 en 1993 drie opeenvolgende wereldtitels voor landenteams. De Zweed werd Europees kampioen dubbelspel in 1986 (met Jan-Ove Waldner) en 1992 (met Jörgen Persson) en won in 1991 de Europa Top-12, waarop hij in 1989 en 1995 verliezend finalist was.

## Sportief
Lindhs hoogtijdagen vonden plaats in een tijd dat de Zweden heersten in het mondiale tafeltennis. Zo stond hij in de drie finales van de Europa Top-12 die hij haalde drie keer tegenover Jan-Ove Waldner, die het toernooi eveneens won toen Lindh in 1986 zijn eerste Top-12 medaille (brons) haalde. In 1989 en 1991 maakten bronzen medailles van Jörgen Persson de podia zelfs compleet Zweeds. De Europese- en wereldtitels die Lindh en het Zweedse team in die tijd haalden, kwamen daarom niet uit de lucht vallen.
Lindh nam voor Zweden deel aan de Olympische Spelen van 1988 en 1992. Hij speelde van 1980 tot en met 1998 op acht WK's, tien EK's en twaalf Europese Top-12 toernooien.
In competitieverband speelde Lindh voor achtereenvolgens Kungälvs BTK, Mölndal BTK (beide in Zweden), Falkenbergs BTK, TTC Grünweiß Bad Hamm, TuS Vahr-Bremen, TTC Jülich, TTC Grünweiß Bad Hamm, Falkenbergs BTK, TTC Altena, Team Galaxis Lübeck, TTC Frickenhausen (allen in de Bundesliga) en Kalmar (Zweden).
Sinds 2002 is Lindh bondscoach van het Zweedse nationale vrouwenteam.

## Erelijst
Belangrijkste resultaten:
- Wereldkampioen landenteams 1989, 1991 en 1993 (met Zweden)
- Winnaar World Team Cup 1990 (met Zweden)
- Brons World Cup  1983
- Brons Olympische Zomerspelen 1988
- Europa Top-12 1991
- Europees kampioen dubbelspel 1986 (met Jan-Ove Waldner) en 1992 (met Jörgen Persson)
- Europees kampioen landenteams 1980, 1986, 1988, 1990, 1992 en 1996 (met Zweden)